# Rosetown—Biggar
Pour les articles homonymes, voir Biggar.
Rosetown—Biggar fut une circonscription électorale fédérale de la Saskatchewan, représentée de 1935 à 1968.
La circonscription de Rosetown—Biggar a été créée en 1933 avec des parties de Kindersley et de Biggar. Abolie en 1966, elle fut redistribuée parmi Battleford—Kinderlsey, Moose Jaw, Regina—Lake Centre, Saskatoon—Biggar et Swift Current—Maple Creek.

## Géographie
En 1987, la circonscription de Regina—Lumsden comprenait:
- Une partie Ouest de la Saskatchewan

## Députés
1. 1935-1958 — Major James Coldwell, CCF
2. 1958-1965 — Clarence Owen Cooper, PC
3. 1965-1968 — Ronald McLelland, PC

- CCF = Co-Operative Commonwealth Federation
- PC = Parti progressiste-conservateur